# Camera Work
Camera Work var et tidsskrift for fotografi, en kvartalsudgivelse grundlagt 1903 af den amerikanske fotograf og gallerist Alfred Stieglitz i tilknytning til Photo-Secession i New York, og som han drev som hustidsskrift og udstillingskatalog for sit galleri 291. Det udkom frem til 1917 med 50 numre og tre særudgaver. 
Camera Work udkom i bogform og var et eksklusivt, delvist håndfremstillet tidsskrift, blandt andet med anvendelse af fotogravure. Det repræsenterede innovative arbejder af betydelige fotografer og kunstnere, suppleret med udførlige billedomtaler. Især som talerør for pictorialisterne udviklede tidsskriftet sig i løbet af et årti til et vigtigt og kontroversielt organ for europæisk og amerikansk avantgarde. Ud over den fotohistoriske værdi dokumenterer Camera Work – takket være de mange kendte forfatteres essays, kritik og teoretiske betragtninger – overgangen fra symbolisme inden for billedkunsten omkring fin de siècle til det 20. århundredes moderne kunst.

## Reprint
- Camera Work. A Photographic Quarterly. Nendeln: Kraus Reprint, 1969.